# 新余站
新余站是沪昆铁路上的一个区段站，位于江西省新余市渝水区，建于1937年，邮政编码为338000。车站目前为南昌局集团宜春车务段管辖的一等站，系地区主要客货运站：客运办理旅客乘降，每天有约90列列车在新余火车站停靠；货运：办理整车普通货物到发业务。此外车站还办理沪昆线区段、小运转列车的改编，洋坊线列车的改编，直通列车在本站不进行技术作业。

## 历史
1936年1月开工的南萍铁路在新喻县设二等站，1937年9月通车运营，成为浙赣铁路的一部分。1939年日本占领南昌后，新喻站和浙赣铁路路轨被自行拆毁，直至1947年7月开始修复，1948年9月通车；1949年又因国共内战暂停运营，当年12月20日恢复通车，为樟树车务段管辖的四等站。当时站内站房面积250平方米，设有到发线4条、调车线1条和货物线1条:178。
1957年5月1日，车站站名随县名由新喻站改为新余站:178。
1950年代末至1960年代初，车站客货运量受到新余撤县设市及新余钢铁厂建设等因素大量增长。1960年车站升至南昌铁路分局直管的三等站，站内增加站线2条、货物线1条；1967年又增加2条股道；1971年又新建站房一座、1站台雨棚一座、西货场一处和货物线2条:178。
1985年原上新管理站撤销后，车站新增管辖上新铁路上的4个中间站。1992年车站又升为二等站。作为浙赣铁路复线化的一部分，车站于1995年5月和1996年11月开始分别重建车站站房和扩建车站站场，其中站场于1997年1月14日完工投用，站房于同年4月启用，而复线闭塞则于11月28日开通:178,179。
1999年1月新余车站和原樟树车务段合并成立新余车务段，2004年新余车务段又合并至宜春车务段，车站因此由宜春车务段管理至今。
2004年新钢新周铁路复线开工，建成后新周铁路的上行列车不再需要切割新余站的浙赣正线。2007年为迎接第六次大提速，车站对原2、3站台进行迁建改造，同年车站升为一等站。

## 车站结构

### 站房
新余站目前使用的站房于1997年启用，占地面积7025.76平方米。站房外立面以舰艇为造型，寓意乘风破浪。站房大部分为2层，屋顶设有由启功题写的站名，中间为7层楼（32.7米）的钟楼。车站售票厅面积420平方米，共设有16个售票窗口、5台取票机和2台自助售取票机；候车室位于站房中部，分上下两层，总面积2133.2平方米，可容纳1600名旅客候车；行包仓库面积654平方米:179。

### 站场
新余站在浙赣线复线化和电气化改造后原设有2条正线、2条旅客列车到发线、5条货车到发线、6条调车线和1条机走线，两端咽喉设有8条企业专用线、2条路用专用线并分别接轨上新铁路和为新余钢厂服务的新周铁路:179，车站货场则位于站场对侧。车站设有1座基本站台和1座中间站台，原中间站台位于正线Ⅱ道和到发线4道间，后为迎接第六次大提速，站台迁至4道和6道（原货车到发线）间。
|          | 车站货场                      |
| 28道     | 机走线                        |
| 16-26道  | 货物列车调车线                |
| 8-14道   | 货物列车到发线                |
| 3站台    | 沪昆铁路 往上海方向（罗坊站） |
| 岛式站台 |                               |
| 2站台    | 沪昆铁路 往上海方向（罗坊站） |
| 通过线   | 沪昆铁路上行列车通过线        |
| 通过线   | 沪昆铁路下行列车通过线        |
| 1站台    | 沪昆铁路 往昆明方向（河下站） |
| 侧式站台 |                               |
| 站房     | 售票处、候车室                |